# カラー・ファンタジー
カラー・ファンタジー（Color Fantasy）は、ノルウェーのカラー・ライン(en)が運航しているフェリー。

## 概要
カラー・ファンタジー級の1番船で、2004年12月4日、フィンランドのクヴァルネル・マサ造船所ツルク工場で竣工。
12月10日にオスロで命名式が行われ、オスロ～キール航路に就航した。
本船はそれまで最大であったP&Oフェリーのプライド・オブ・ロッテルダム級（59,925総トン）を抜き史上最大のフェリーとなった。
船内には長さ160m、3デッキ吹き抜けのアーケードやレストラン8店など、大型のクルーズ客船並みの設備を持つ。
その後同型の2番船が2007年に建造された。

## 同型船
2番船 「カラー・マジック（Color Magic）」
2007年9月6日竣工。